# Eupithecia apicistrigata
Eupithecia apicistrigata es una especie de polilla de la familia Geometridae. La especie fue descrita por primera vez por Max Bastelberger habiendo sido descrita en 1907, con distribución en Perú. El sintipo de la especie fue descrita en los alrededores de Agualani, Provincia de Sandia, a aproximadamente 9000 pies (2743,2 m) de altitud.